# Motorizovaná pěchota

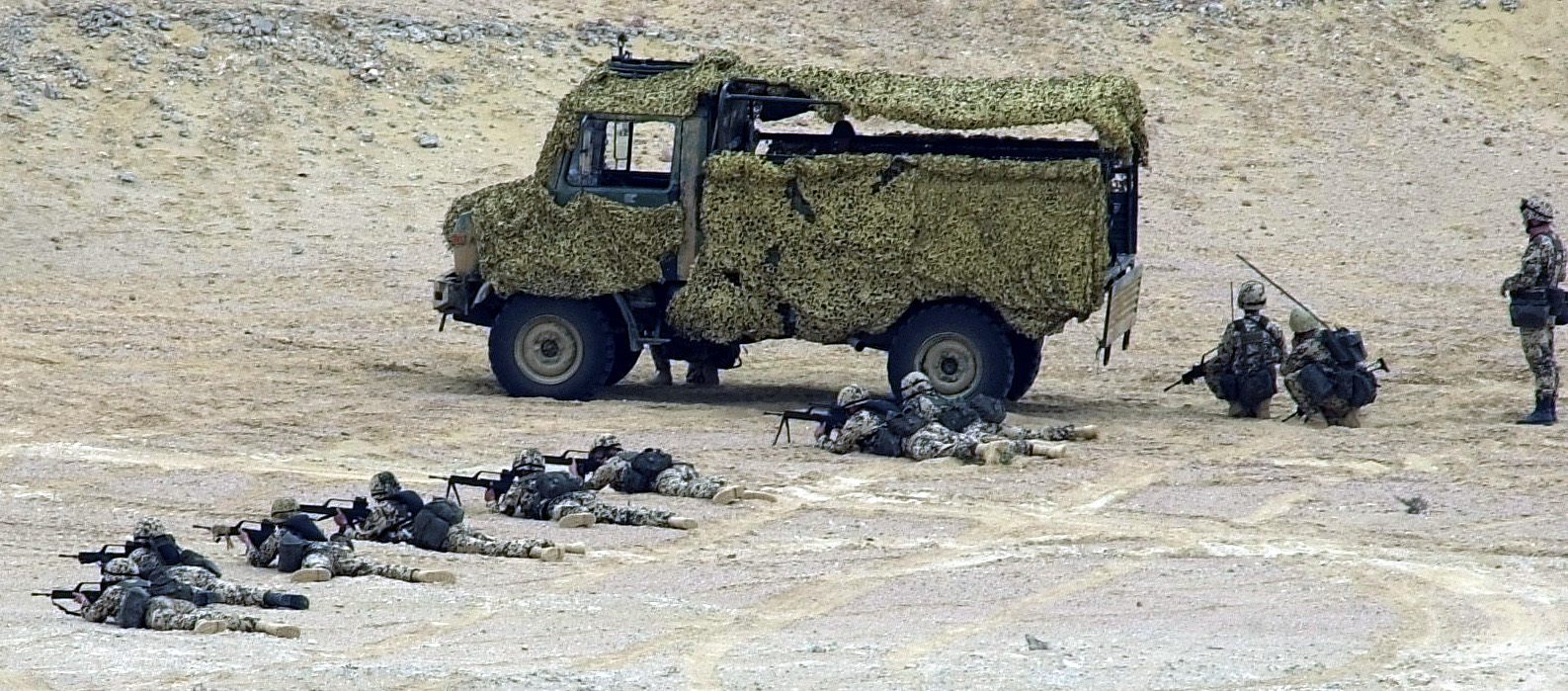
Německá pěší četa zaujímá obranu po sesednutí z vozu Unimog U 1300 L

Motorizovaná pěchota je na bojiště dopravována lehkými obrněnými vozidly, obrněnými transportéry nebo nákladními automobily. V ozbrojených silách NATO patří mezi pěchotu střední kategorie. Těžší mechanizovaná pěchota disponuje bojovými vozidly pěchoty, zatímco lehká pěchota se přemísťuje pěšky či letecky.
Výhodou motorizované pěchoty jsou rychlé přesuny na dlouhé vzdálenosti, nižší náklady na vybudování a provoz než u mechanizované pěchoty a možnost palebné podpory po výsadku pěšáků (moderní kolová obrněná vozidla disponují kromě kulometů i kanóny nebo protitankovými řízenými střelami).
Její slabinou je boj proti obrněným jednotkám a mechanizované pěchotě, při přesunu je zranitelná vůči přepadům zblízka a jiným formám asymetrického boje (např. pomocí improvizovaných výbušných zařízení), ale i útokům ze vzduchu. Na bojišti nasyceném velkým množstvím dronů, jako se stalo v průběhu války na Ukrajině po roce 2022, je přesun pěchoty v blízkosti frontové linie silně rizikový a přináší rozsáhlé ztráty; zejména ruské ozbrojené síly tak začaly do velké míry sázet na rychlost na úkor (dražší) pancéřové ochrany a pěchota do útoku byla přesouvána zejména na motocyklech, terénních čtyřkolkách, ale i v civilních vozidlech.

## Historie

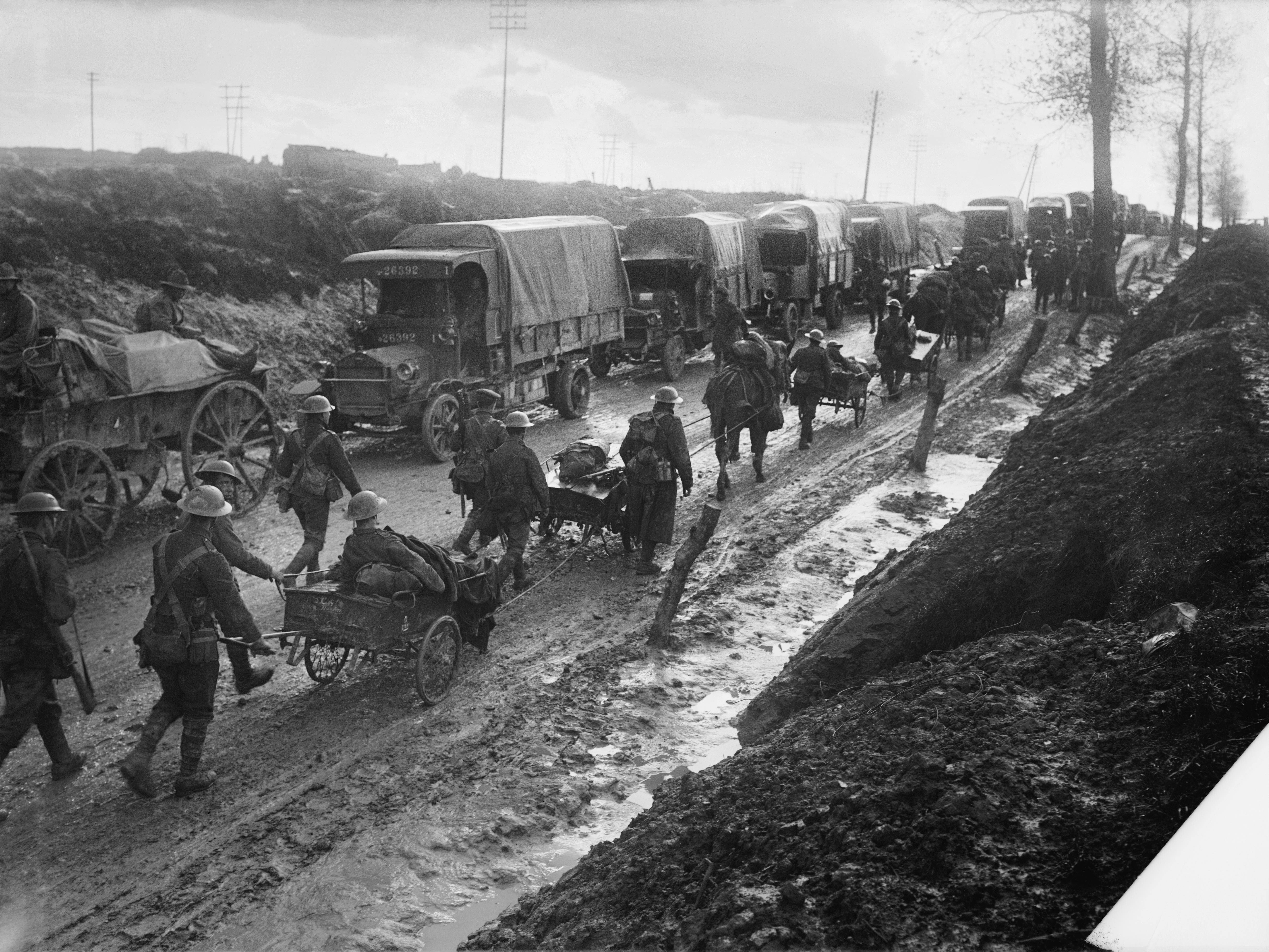
1916, bitva na Sommě: pěchota, koňské povozy a nákladní automobily

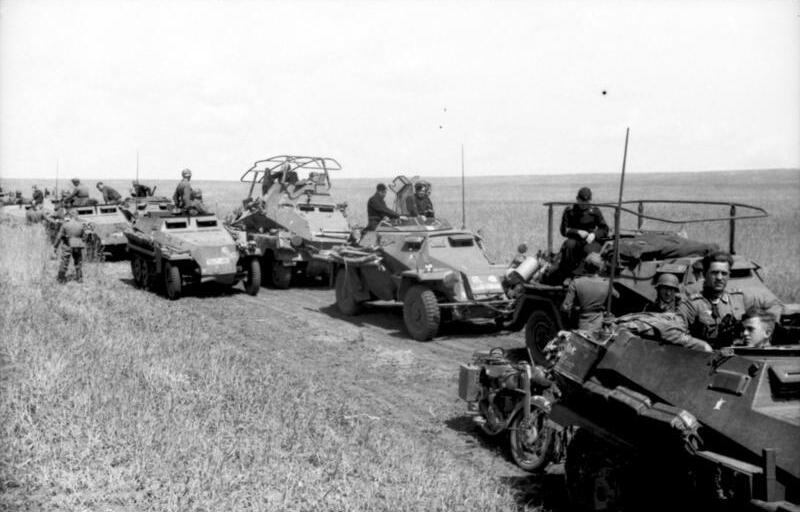
1942, východní fronta: kolona motorizované divize Großdeutschland

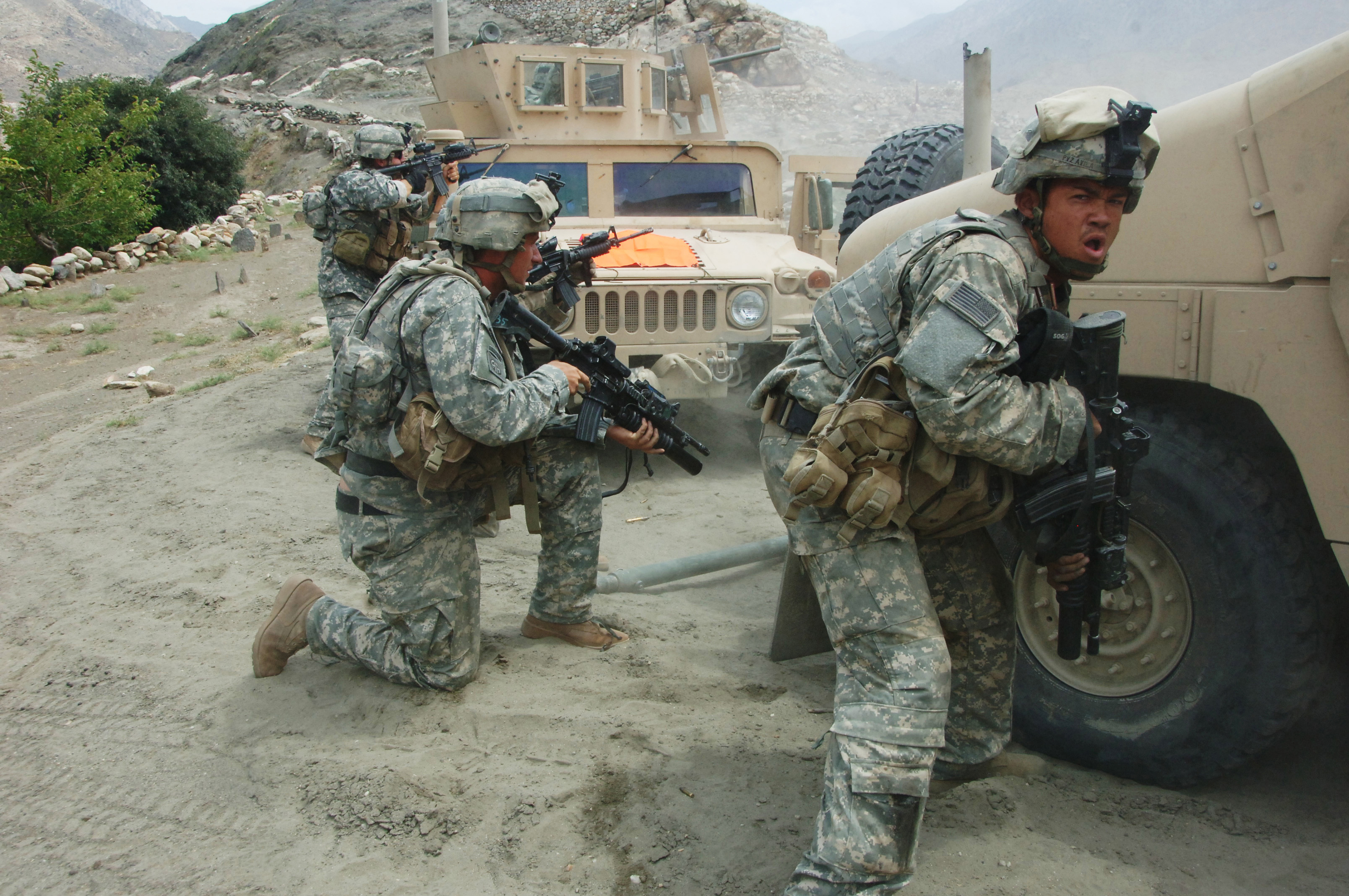
2007, válka v Afghánistánu: američtí vojáci se kryjí za HMMWV

Do vypuknutí první světové války byl hlavním způsobem přesunu vojáků pěší pochod, v případě jezdectva jízda na koni. Od poloviny 19. století bylo možné využít i vlakovou dopravu, za války pak byly poblíž fronty stavěny vojenské úzkorozchodné dráhy. Dělostřelectvo bylo hipomobilní (tažené koňmi), přepravu zásob a materiálu zajišťovala železnice a koňské povozy.
Automobily byly ve srovnání s dalšími druhy dopravy málo rozšířené, ale jejich význam pro vedení války ukázala německá ofenzíva na Paříž, kterou se Francouzům podařilo zastavit mimo jiné díky urychlené přepravě vojáků na bojiště pomocí taxíků a dalších ad hoc shromážděných vozidel. Automobily našly využití především v týlu při zásobování, přesunu záloh nebo transportu zraněných. Vznikala i speciální vojenská vozidla, jako kolové či pásové dělostřelecké tahače, obrněné automobily, které se uplatnily zejména při manévrových bojích na východní frontě, a tanky, které prolomily patovou situaci zákopové války na západní frontě.
V meziválečném období docházelo k motorizaci jednotek pěchoty a dělostřelectva, které spolupracovaly s tanky a obrněnými vozidly. Naprostá většina vojáků však byla stále odkázána na pěší přesuny.
Motorizovaná pěchota hrála důležitou roli v německém blitzkriegu za druhé světové války. Jednotky tankových granátníků, převážené zčásti polopásovými obrněnými transportéry Sd.Kfz. 251 a z větší části nákladními automobily, byly schopné postupovat spolu s tanky mnohem rychleji než klasická pěchota.
Motorizovaná pěchota na nákladních automobilech měla i své limity, spočívající především v omezené průchodnosti terénem a absenci pancéřování a lafetovaných zbraní. Během studené války proto došlo k masovému zavádění kolových a pásových obrněných transportérů a bojových vozidel pěchoty, které umožnily větší mechanizaci pěchoty.

## Současnost
V roce 2020 bylo z celkového počtu 58 brigádních bojových uskupení americké armády 16 vyzbrojeno tanky M1 Abrams a bojovými vozidly pěchoty M2 Bradley a 9 obrněnými transportéry Stryker. Zbylých 33 útvarů představuje lehkou pěchotu bez bojových vozidel.
Vzhledem k nedostatečné ochraně a ztrátám vojáků převážených terénními vozidly HMMWV („Humvee“) a nákladními automobily v zahraničních operacích proto došlo po roce 2006 k zavedení vozidel kategorie MRAP a vozidel vzešlých z programu Joint Light Tactical Vehicle.
Motorizovaná pěchota vznikala v Armádě České republiky od roku 2008 a byla nasazena při plnění nebojových úkolů i v zahraničních misích. 44. lehký motorizovaný prapor disponuje lehkými obrněnými vozidly LOV IVECO, obrněnými transportéry Pandur II, nákladními automobily Tatra 810 a další technikou.